# Chiesa di San Domenico (Foligno)
La chiesa di San Domenico è uno degli edifici religiosi più antichi di Foligno, ora trasformato in Auditorium. Si trova nella omonima piazza e ha affiancato il vecchio convento.

## Storia
L'edificio, iniziato intorno al 1285 con l'impulso del domenicano vescovo di Foligno Paperone de Paparonibus, fu successivamente ampliato tra il 1465 e il 1472. Nel 1799 la comunità dei domenicani fu allontanata e il convento soppresso. Dopo varie destinazioni e a seguito delle demaniazioni ottocentesche, anche la chiesa è passata  in proprietà al Comune di Foligno e dopo un importante intervento di recupero a cura dell'architetto Franco Antonelli terminato nel 1996, è stata oggi trasformata in Auditorium.

## Descrizione
La facciata, incompiuta, conserva un bel portale ogivale mentre l'alto campanile in stile gotico risale al Trecento.  
L'interno della chiesa è ad aula unica coperta a capriate, con transetto ed abside. La volta fu ricostruita dopo il terremoto del 1832. Le pareti conservano un vasto complesso di affreschi frammentari di carattere votivo, restaurati nel 2004 che. eseguiti da vari maestri, offrono un panorama della pittura folignate tra la fine del Trecento e l'inizio del Quattrocento. 
In controfacciata, tra altri affreschi di pittori ignoti, si possono vedere due affreschi attribuiti ad un pittore anonimo denominato Maestro dell'abside destra di San Francesco a Montefalco e databili al primo quarto del XV secolo: uno raffigurante la Dormitio Virginis con l'Incoronazione della Vergine e l'altro con le Stimmate di Santa Caterina da Siena. L'artista ignoto, di cultura locale ma aggiornata e molto attivo in città, fu quello al quale i frati affidarono la realizzazione di diversi affreschi, e tra i più importanti dal punto di vista dottrinario.  
Nella parete destra è un interessante palinsesto di due affreschi frammentari sovrapposti: Giovanni di Corraduccio dipinse per un committente ignoto rappresentato a mani giunte una serie di santi tra cui si riconoscono San Gregorio e San Leonardo. Successivamente questi affreschi furono sovrastati da un ciclo con la vita di San Pietro martire, di cui si può ancora vedere in parte il martirio del santo, opera di un pittore ancora non identificato ma di alta qualità che lavora nei primi anni del Quattrocento e che mostra una cultura orvietana, derivata da Cola Petruccioli e Piero di Puccio. 
Proprio Cola Petruccioli, visibile nella stessa parete destra con una Madonna col Bambino tra i Santi Domenico e Caterina, nella parete sinistra aveva affrescato alla fine del Trecento alcune Storie della Vergine delle quali rimangono le scene frammentarie con l'Incoronazione della Vergine e con una Maestà di tipico gusto tardogotico, elegante e fiorito. 
In chiesa ha dipinto anche Giovanni di Corraduccio: a lui è stata attribuita la Pietà e Santi nella controfacciata, più recentemente avvicinata ad Andrea di Cagno, mentre della sua mano sono il San Gregorio, Leonardo e il committente nella parete destra, e lo Sposalizio mistico di Santa Caterina d'Alessandria. 
Un altro importante pittore folignate vicino a Giovanni di Corraduccio, purtroppo anch'esso ignoto, ha affrescato la Madonna col Bambino tra Santa Caterina d'Alessandria e San Michele nella parete destra, il San Giorgio e il drago e il Martirio di San Sebastiano nella parete sinistra.
Di Bartolomeo di Tommaso rimane in chiesa, invece, una Madonna di Loreto. 
In fondo a destra si può vedere la sinopia della Crocifissione di Pier Antonio Mezzastris; ora l'affresco si trova nel Museo capitolare diocesano.